# American Radio Relay League
The American Radio Relay League (ARRL) – największe stowarzyszenie zrzeszające krótkofalowców i radioamatorów w USA. Założone zostało w maju 1914 roku przez Hirama Percy’ego Maxima w Hartford w stanie Connecticut.
ARRL jest organizacją non-profit i jest przedstawicielem setek radioamatorów w urzędach federalnych, dostarcza informacji technicznych i udziela pomocy entuzjastom krótkofalarstwa, wspiera kilka programów edukacyjnych w kraju. Ma około 157 000 członków w USA oraz ponad 7000 członków w innych krajach. ARRL publikuje wiele książek oraz wydaje miesięcznik „QST” dla swoich członków.